# التنمية الاجتماعية والاقتصادية (البهائية)

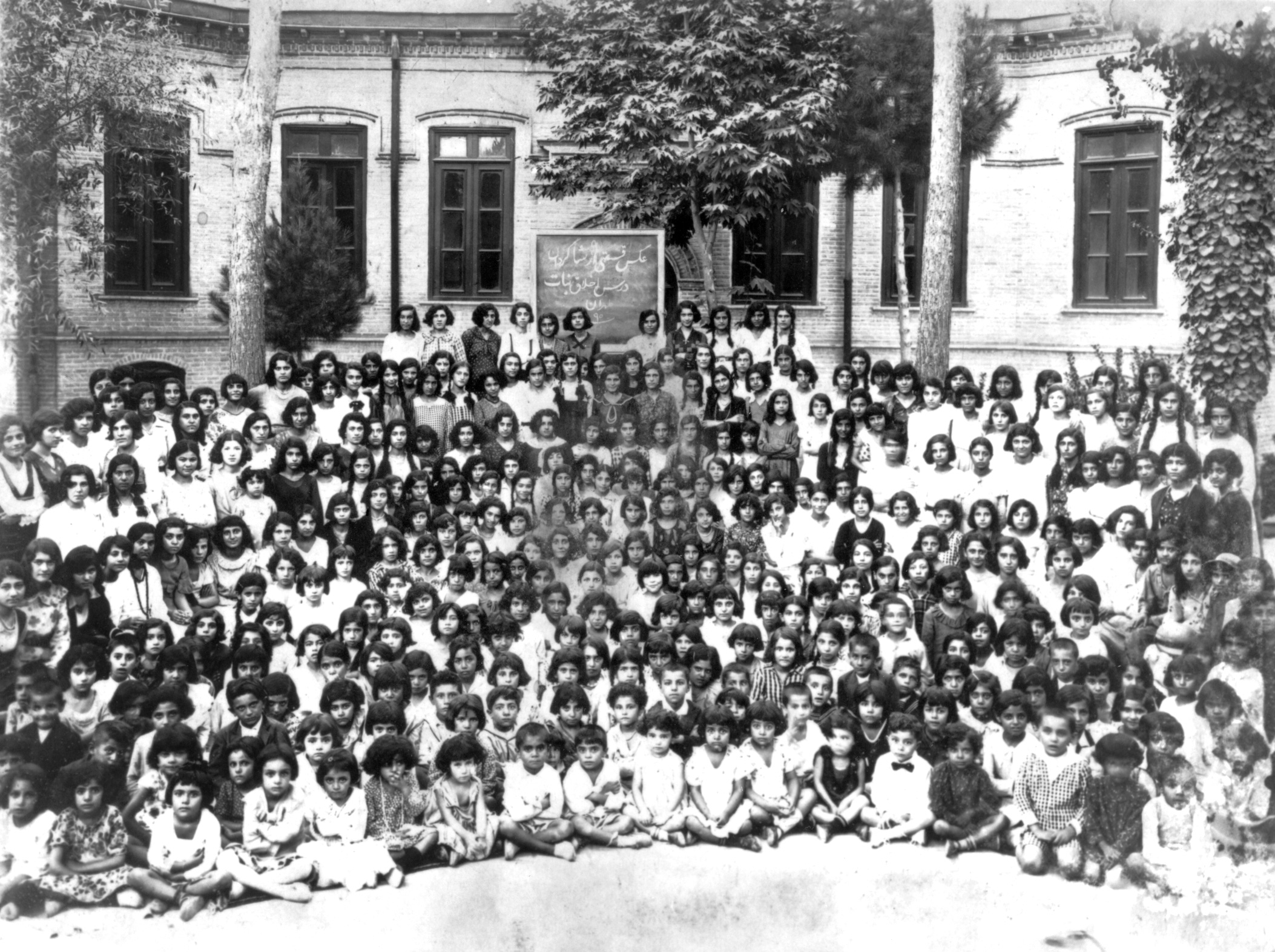
مدرسة للفتيات في طهران، إيران، أغسطس 1933. تم إغلاق المدرسة بقرار حكومي في 1934. انظر البهائية في إيران.

كان للدين البهائي منذ نشأته دور في التنمية الاجتماعية والاقتصادية، بدءًا من منح المرأة حرية أكبر، وترويج تعليم النساء كأولوية، وقد تجسدت هذه المشاركة عمليًا بإنشاء مدارس وتعاونيات زراعية وعيادات.
تشمل الأنشطة التنموية الحالية حول العالم مجالات مثل التعليم، الصحة، الزراعة، الفنون والإعلام، الاقتصاد المحلي، والنهوض بالمرأة. وبحلول عام 2017، قُدر عدد المشاريع المحلية الصغيرة بـ40,000 مشروع، و1,400 مشروع دائم بهيكل إداري (مثل المدارس ومحطات الراديو والحدائق)، و135 منظمة مستلهمة من المبادئ البهائية (مثل FUNDAEC ومدرسة نيو إيرا).

## التطور التاريخي
شهد المجتمع البهائي العالمي نموًا متسارعًا في الستينات حتى الثمانينات، مع انضمام أعداد كبيرة من القرويين الفقراء والأميين والقبائل في الهند وأفريقيا وأمريكا الجنوبية، مما شكّل تحديًا كبيرًا في مجال التنمية الاجتماعية والاقتصادية. وفقًا للتعاليم البهائية، ينبغي للتنمية أن تعزز اعتماد الأفراد على أنفسهم، وتضامن المجتمع، وإتاحة المعرفة، وإزالة مصادر الظلم إن أمكن، مع الربط بين التنمية الروحية والأخلاقية والمادية. وتُعتبر هذه الأولويات ضرورية لتحقيق السلام العالمي.
دخل الدين مرحلة جديدة من النشاط مع صدور رسالة من بيت العدل الأعظم في 20 أكتوبر 1983. وقد أُسِّس مكتب التنمية الاجتماعية والاقتصادية، ودُعي البهائيون للمشاركة في التنمية الاجتماعية والاقتصادية بطرق منسجمة مع تعاليمهم. في عام 1979 كان هناك 129 مشروعًا معترفًا به رسميًا، وبحلول 1987 ارتفع العدد إلى 1482 مشروعًا.
وبالتزامن مع إصدار البيت الأعظم لوثيقة وعد السلام العالمي، أرسل أيضًا رسالة إلى المحافل الوطنية لتحديد أهداف المجتمع في السنة الدولية للسلام. شملت الأهداف تنظيم فعاليات تتناول موضوع السلام، وهو أولوية في الدين البهائي، من خلال لفت الانتباه إلى مواضيع ذات صلة مثل العدالة والتنمية ووحدة الجنس البشري.

## الوضع الحالي
يُشجَّع البهائيون حول العالم حاليًا على التركيز على بناء القدرات من خلال أنشطة مثل التعليم الروحي للأطفال، وبرامج تمكين الشباب، والحلقات الدراسية، والاجتماعات التعبدية. وتُستخدم في معظم هذه الأنشطة المواد التي طوَّرها معهد روحی. وتشمل المبادرات الاجتماعية مجالات مثل الصحة، الصرف الصحي، التعليم، المساواة بين الجنسين، الفنون والإعلام، الزراعة، والبيئة. وتشمل المشاريع التعليمية المدارس، من المدارس التعليمية القروية إلى المدارس الثانوية الكبرى وبعض الجامعات.

## إحصاءات
في نوفمبر 1986، أصدرت إدارة الإحصاء البهائية الموجز التالي:
| البرامج                      | العالم | أفريقيا | الأمريكيتان | آسيا | أسترالاسيا | أوروبا |
| ---------------------------- | ------ | ------- | ----------- | ---- | ---------- | ------ |
| التعليم (تعليمي/أكاديمي/آخر) | 732    | 169     | 115         | 427  | 13         | 8      |
| الصحة والخدمات الاجتماعية    | 78     | 28      | 14          | 25   | 2          | 9      |
| محطات إذاعية                 | 5      | 0       | 5           | 0    | 0          | 0      |
| الزراعة والغابات             | 74     | 35      | 13          | 20   | 5          | 1      |
| تنمية المجتمع                | 358    | 60      | 266         | 12   | 7          | 13     |
| المجموع                      | 1247   | 292     | 413         | 484  | 27         | 31     |

في أبريل 2018، أصدر مكتب البهائيين للتنمية الاجتماعية والاقتصادية التقديرات المحافظة التالية، بناءً على بيانات من مؤسسات بهائية وطنية:
| أنشطة التنمية البهائية حول العالم | 1996   | 2001   | 2006   | 2011    | 2017    |
| --------------------------------- | ------ | ------ | ------ | ------- | ------- |
| أنشطة محددة المدة                 | >1,300 | >2,400 | >7,000 | >18,000 | >40,000 |
| مشاريع مستدامة                    | >250   | >500   | >650   | >1,100  | >1,400  |
| منظمات مستلهمة من البهائية        | 39     | 62     | 83     | 118     | 135     |

## أمثلة محددة
- تُحافظ الجماعة البهائية الدولية، وهي منظمة غير حكومية، على وجود في الأمم المتحدة لدعم وتنسيق الأنشطة التنموية، وتقديم أوراق وتقارير لوكالات الأمم المتحدة حول التنمية والسلام.[13]

- وبمناسبة السنة الدولية للسلام في عام 1986، تم تنظيم مؤتمرات وندوات عامة في عدة دول.[14][15][16][17]
- يشارك البهائيون وأطراف مهتمة منذ عام 1999 في مؤتمر سنوي تنظمه مؤسسة رباني الخيرية في أورلاندو، فلوريدا.[18] وقد تبرعت ميلدريد المتحدة بمعظم ثروتها من خلال تأسيس منظمات خيرية مثل الشركة المتحدة لخدمات التطوير (بالإنجليزية: Mottahedeh Development Services). ويقع كرسي البهائيين للسلام العالمي في مركز التنمية الدولية وإدارة النزاعات التابع لكلية العلوم السلوكية والاجتماعية في جامعة ماريلاند.[19]

## قائمة المنظمات المستلهمة من البهائية
تشمل بعض الأمثلة الكبرى ما يلي:
- FUNDAEC، كولومبيا
- مدرسة نيو إيرا الثانوية، الهند
- معهد بارلي لتنمية المرأة الريفية، الهند
- مدرسة باناني الدولية الثانوية، زامبيا
- جامعة نور، بوليفيا
- مدرسة الأمم، البرازيل
- مدرسة الأمم، ماكاو
- مدرسة تاونشند الدولية، التشيك
- مركز طاهره للعدالة، الولايات المتحدة
- مهرجان فجر الموعود السينمائي الدولي، الولايات المتحدة

## قراءات إضافية
- أرباب، فرزام (2000). المختبر، المعبد، والسوق. أوتاوا، كندا: المركز الدولي لبحوث التنمية. مؤرشف من الأصل في 2014-11-15. {{استشهاد بكتاب}}: الوسيط غير المعروف |الأخير المحرر= تم تجاهله (مساعدة)، الوسيط غير المعروف |الأول المحرر= تم تجاهله (مساعدة)، الوسيط غير المعروف |الرقم الدولي= تم تجاهله (مساعدة)، والوسيط غير المعروف |مساهمة= تم تجاهله (مساعدة)
- مكتب البهائيين للتنمية الاجتماعية والاقتصادية (2018). من أجل تحسين العالم: نهج المجتمع البهائي العالمي للتنمية الاجتماعية والاقتصادية.
- هانلي، بول (2024). عدسيّة: قصة المجتمع الزراعي النموذجي لعبد البهاء. منشورات بهائية، ويلمِت، إلينوي.

## وصلات خارجية
- Bahai.org: التنمية الاجتماعية والاقتصادية
- حضن متّسع (الفصل الثالث؛ فيلم وثائقي 2018 على bahai.org)
- معهد الدراسات في الازدهار العالمي (ISGP)
- منظمات بهائية خيرية ومنظمات التنمية الاجتماعية والاقتصادية
- صور للبهائيين إلى جانب آخرين يساهمون في تحسين المجتمع